# Thuận Khánh
Thuận Khánh (chữ Hán giản thể: 顺庆区, âm Hán Việt: Thuận Khánh khu) là một quận thuộc địa cấp thị Nam Sung, tỉnh Tứ Xuyên, Cộng hòa Nhân dân Trung Hoa. Quận này có diện tích 545 ki-lô-mét vuông, dân số năm 2002 là 610.000 người Về mặt hành chính, quận này được chia thành 8 nhai đạo, 8 trấn và 12 hương.
- Nhai đạo: Bắc Thành, Trung Thành, Đông Thành, Tân Kiến, Vũ Phượng, Hoa Phượng, Hòa Bình Lộ.
- Trấn: Lý Gia, Lư Khê, Ban Tăng, Oanh Khê, Song Kiều, Kim Tháp, Cộng Hưng, Kinh Khê.
- Hương: Ngư Khê, Thuận Hòa, Phượng Sơn, Đăng Đài, Phạn Điện, Quế Hoa, Tân Phục, Đồng Nhân, Long Quế, Huy Cảnh, Đại Lâm.